# فربيونونات
الفربيونونات (الاسم العلمي: Euphorbianae) هي فوق رتبة من النباتات تتبع تحت طائفة الوردانيات من طائفة الوردانية.

## التصنيف
- الملبيغيات
  - الفربيونية
    - الفربيون